# کول (کالیفرنیا)
کول (به انگلیسی: Cool) یک منطقهٔ مسکونی در ایالات متحده آمریکا است که در شهرستان ال دورادو، کالیفرنیا واقع شده‌است. کول ۴٬۱۰۰ نفر جمعیت دارد و ۴۶۷ متر بالاتر از سطح دریا واقع شده‌است.